# Szkaradowo (gromada)
Szkaradowo – dawna gromada, czyli najmniejsza jednostka podziału terytorialnego Polskiej Rzeczypospolitej Ludowej w latach 1954–1972.
Gromady, z gromadzkimi radami narodowymi (GRN) jako organami władzy najniższego stopnia na wsi, funkcjonowały od reformy reorganizującej administrację wiejską przeprowadzonej jesienią 1954 do momentu ich zniesienia z dniem 1 stycznia 1973, tym samym wypierając organizację gminną w latach 1954–1972.
Gromadę Szkaradowo z siedzibą GRN w Szkaradowie utworzono – jako jedną z 8759 gromad na obszarze Polski – w powiecie rawickim w woj. poznańskim, na mocy uchwały nr 34/54 WRN w Poznaniu z dnia 5 października 1954. W skład jednostki weszły obszary dotychczasowych gromad Jeziora, Ostoje i Szkaradowo oraz parcele o łącznym obszarze 392,28,29 z karty 1 obrębu Janowo-Stasin Nr 70 i 172 i z karty 1 obrębu Stasin z dotychczasowej gromady Janowo ze zniesionej gminy Jutrosin w tymże powiecie. Dla gromady ustalono 18 członków gromadzkiej rady narodowej.
29 lutego 1956 do gromady Szkaradowo włączono miejscowość Żbiki z gromady Dubin w tymże powiecie.
4 lipca 1968 gromadę zniesiono, a jej obszar włączono do gromady Jutrosin w tymże powiecie.